# Израильско-туркменские отношения
Израильско-туркменские отношения — международные двусторонние дипломатические, политические, военные, торговые, экономические, культурные и другие отношения между Туркменистаном и Израилем. Отношения между двумя странами были установлены в 1992 году после обретения Туркменистаном независимости от СССР.
Израиль открыл посольство в Ашхабаде в апреле 2023 года. Посол Туркменистана, аккредитованный на Израиль, работает из Рима.

## История
Отношения между Израилем и Туркменией достаточно спокойные из-за влияния Ирана на последнюю. Израиль уважает нейтральность Туркмении по отношению к еврейскому государству в различных международных организациях и считает важными для себя отношения с этой страной. Несмотря на это правительство Туркмении дважды отвергало израильских послов (Динеля и Корена), а во время визита в Израиль в мае 2016 года глава МИД Туркмении Рашид Мередов также посетил и Палестинскую администрацию.
В 2012 году израильская делегация посетила Ашхабад и провела встречи с главами нефтяных компаний и компаний ТЭК. В октябре того же года израильский президент Шимон Перес направил поздравительное письмо своему туркменскому коллеге Гурбангулы Бердымухамедову с поздравлениями по случаю 21-й годовщины независимости Туркмении. Президент Перес отметил в своём послании, что надеется на укрепление связей между двумя странами.
Глава израильского правительства Нетаньяху встречался с главой МИД Туркмении Рашидом Мередовым 29 сентября 2013 году на Генассамблее ООН в Нью-Йорке. Эта встреча произошла через три месяца после назначения первого израильского посла в Туркмении. По итогам встречи было заявлено об «углублении и расширении» двусторонних отношений.
Сотрудничество между двумя странами проходит в таких областях, как здравоохранение, управление водными ресурсами и сельское хозяйство, — все они крайне важны для Туркмении.
В июне 2017 года в Иерусалиме прошли двусторонние консультации на уровне заместителей министров иностранных дел. Обсуждался ряд вопросов по укреплению отношений в политической, торгово-экономической и культурно-гуманитарной сферах, а также развитие сотрудничества в промышленности, высоких технологиях, водных ресурсах, здравоохранении и туризме.
В апреле 2023 года министр иностранных дел Израиля Эли Коэн посетил Туркменистан с официальным визитом. В ходе визита он встретился с президентом Сердаром Бердымухамедовым, а также торжественно открыл израильское посольство в Ашхабаде. На прошедших переговорах обсуждалось и экономическое сотрудничество двух стран.

## Инцидент с Динелем и Кореном
В 2009 году было принято решение открыть посольство Израиля в Туркмении и назначить его главой Реувена Динеля. Кандидатура Динеля была отвергнута в конце того же года, так как в 1996 году он оказался замешан в шпионском скандале: Динель служил главой первого отдела Моссада в Москве и получал секретные спутниковые фотографии от российских офицеров. Как только об этом стало известно российским спецслужбам, Динель был арестован и выслан из России. После отклонения туркменским МИДом кандидатуры Динеля министр иностранных дел Либерман назначил его послом в Киев.
В августе 2010 года было решено назначить опытного дипломата Хаима Корена первым израильским послом в Ашхабаде. В течение 10 месяцев власти Туркмении не давали ответа на предложение назначить послом Корена. В течение долгого времени МИД в Иерусалиме не мог понять причину такой задержки со стороны МИДа Туркмении. Однако в июне 2011 года ситуация прояснилась.
Чиновники высокого ранга МИДа Туркмении встретились со своими израильскими коллегами и дали им понять, что они были против назначения Корена послом в их стране из-за его резюме, которые было направлено в Ашхабад почти год назад. В резюме Корена было указано, что он три года работал советником в Колледже национальной безопасности в Глилоте. Согласно источнику в израильском МИДе, туркменские дипломаты посчитали, что это доказательство причастности Корена к деятельности Моссада, а не МИДа.
Израильский МИД попытался объяснить своим туркменским коллегам, что Колледж национальной безопасности — это образовательное учреждение, а не отдел разведки. Тем не менее, туркменская сторона не приняла объяснения израильского МИДа и отказалась утвердить кандидатуру Корена на пост посла в Ашхабаде. В своём заявлении туркменские власти отметили: «Мы хотим, чтобы вы направили в нашу страну посла для укрепления наших двусторонних отношений, а не для сбора разведывательной информации об Иране».
Это дело вызвало большое замешательство в израильском МИДе, так как ещё никогда не было такого, что другое государство дважды подряд отвергало кандидатуры различных послов, которых назначал Израиль. Кроме того, отказ в принятии кандидатуры Корена был абсолютно непонятен, потому что это было не политическое назначение — Корен был опытным и профессиональным дипломатом.
Министр иностранных дел Израиля Авигдор Либерман был полон решимости открыть посольство в бывшей республике СССР с преимущественно мусульманским населением, а также в её столице, которая находится в 20 км от границы с Ираном — по его мнению, это должно было служить предупреждению режиму аятолл. По словам официальных лиц министерства, это был своего рода «личный проект». После того, как туркменские власти отказали в назначении двух предложенных Израилем послов, Либерман уже хотел оставить эту затею, однако глава евро-азиатского департамента израильского МИДа Пинхас Авиви, который проводил переговоры с туркменской стороной, убедил министра не отказываться от первоначальных планов.
В конце концов было решено назначить Шеми Цура на должность первого посла в Туркмении после отказа принять две предыдущие кандидатуры. В июне 2013 года он вручил верительные грамоты туркменскому президенту Гурбангулы Бердымухамедову и вступил в должность. Через несколько лет Цура заменил Ицхак Каган.

## Сотрудничество
Израиль был одной из стран, которые вложили суммарно $1,6 млрд в реконструкцию нефтеперерабатывающего завода в городе Туркменбашы. В проекте также принимали участие Япония, Турция, Франция, Германия, Иран и другие страны.
8 августа 2018 года в Ашхабаде прошли переговоры представителей МИД обеих стран, посвящённые двустороннему сотрудничеству в энергетической сфере, сельском хозяйстве, образовании и туризме. По данным СМИ на 2018 год, израильские компании активно помогают Туркмении в развитии её сельского хозяйства и реконструируют крупнейший нефтеперерабатывающий завод в этой стране.